# Досон (округ, Техас)
Округ До́сон (англ. Dawson County) — округ штата Техас Соединённых Штатов Америки. На 2000 год в нем проживало 14 985 человек. По оценке бюро переписи населения США в 2008 году население округа составляло 13 692 человек. Окружным центром является город Ламиса.

## История
Округ Досон был сформирован в 1876 году. Он был назван в честь Николаса Мосби Досона, солдата, погибшего во время Техасской революции.

## География
По данным бюро переписи населения США площадь округа составляет 2336 км², из которых лишь очень малую часть занимает водная поверхность.

### Соседние округа
- Округ Линн (север)
- Округ Борден (восток)
- Округ Мартин (юг)
- Округ Гейнс (запад)
- Округ Терри (северо-запад)

## Демография
По данным переписи населения 2000 года в округе проживало 14 985 жителей, в составе 4726 хозяйств и 3501 семей. Плотность населения составляла 6 человек на квадратный километр. Насчитывалось 5500 жилых домов, при плотности покрытия 2 постройки на квадратный километр. Расовый состав населения был 72,47 % белых, 8,66 % чёрных или афроамериканцев, 0,3 % коренных американцев, 0,25 % азиатов, 16,56 % прочих рас, и 1,77 % представители двух или более рас. 48,19 % населения являлись испаноязычными или латиноамериканцами.
Из 4726 хозяйств 35,1 % воспитывают детей возрастом до 18 лет, 59,4 % супружеских пар живущих вместе, 11 % женщин-одиночек, 25,9 % не имели семей. 23,9 % от общего количества живут самостоятельно, 13,3 % лица старше 65 лет, живущие в одиночку. В среднем на каждое хозяйство приходилось 2,69 человека, среднестатистический размер семьи составлял 3,2 человека.
Показатели по возрастным категориям в округе были следующие: 25,6 % жители до 18 лет, 8,9 % от 18 до 24 лет, 30,7 % от 25 до 44 лет, 20,5 % от 45 до 64 лет, и 14,3 % старше 65 лет. Средний возраст составлял 36 год. На каждые 100 женщин приходилось 124,3 мужчин. На каждых 100 женщин в возрасте 18 лет и старше приходилось 129,9 мужчин.
Средний доход на хозяйство в округе составлял $28 211, на семью — $32 745. Среднестатистический заработок мужчины был $27 259 против $16 739 для женщины. Доход на душу населения составлял $15 011. Около 16,4 % семей и 19,7 % общего населения находились ниже черты бедности. Среди них было 29,2 % тех кому ещё не исполнилось 18 лет, и 12,8 % тех кому было уже больше 65 лет.

## Населенные пункты

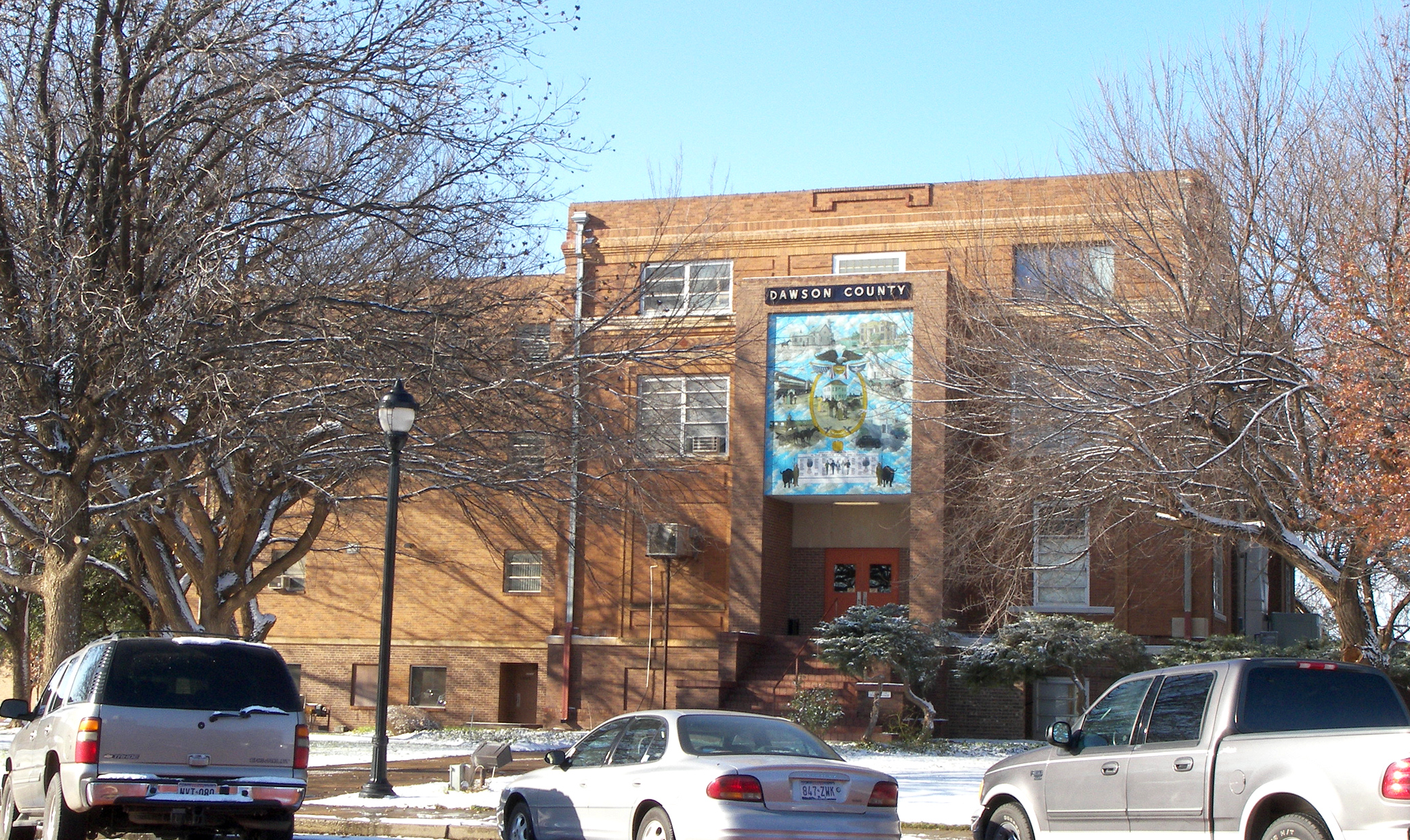
Окружной суд округа Досон

- Акерли
- Клондайк (немуниципальный)
- Ламиса
- Лос-Ибанес
- О’Доннелл
- Патришия (немуниципальный)
- Уэлч (немуниципальный)